# Општина Србобран
Општина Србобран је општина у Републици Србији. Налази се у АП Војводина и спада у Јужнобачки округ. По подацима из 2004. општина заузима површину од 284 km² (од чега на пољопривредну површину отпада 26460 ha, а на шумску 14 ha).
Седиште општине је град Србобран. Општина Србобран се састоји од 3 насеља. Према подацима са последњег пописа 2022. године у општини је живело 14.357 становника (према попису из 2011. било је 16.317 становника). У општини се налази 4 основних и 1 средња школа.
Општина Србобран је раскршће путева у пољопривредном подручју с трговином, угоститељством и индустријским погонима. На теренима канала и пољопривредном земљишту развијен је лов и риболов. У селу Турија одржава се традиционална туристичка манифестација „Кобасицијада“.

## Географија
Територија општине је низија, благо нагнута ка југу (од 96 метара до 80 метара апсолутне висине), на којој је свака стопа земљишта плодна и приступачна за обраду.
У геоморфолошком погледу на територији општине се разликују следеће целине: а) виша лесна зараван рашчлањена речицом Кривајом северно од Великог бачког канала и б) нижа лесна тераса јужно од Великог бачког канала. У педолошком саставу земљишта преовлађују черноземи и ливадске црнице и једно је од најплоднијих у Европи. Клима је умерено-континентална са изражена четири годишња доба. Површинске воде у општини су: речица Криваја, Велики бачки канал, Бељанска бара и друге мање баре. Све воде се користе за наводњавање, а Велики бачки канал и за водни саобраћај. Одлике привреде општине Србобран проистичу из некадашњих и данашњих физичко-географских и друштвено-економскихуслова. Захваљујући 26.621 хектару пољопривредних површина, пољопривреда је у општини одувек била главна грана привреде и битно је утицала на врсту и карактер занатства.
На број становника у општини Србобран, битног утицаја су имали ратови (смањивао се наталитет а повећавао морталитет становништва), као и погибије, миграције и епидемије заразних болести (колера и трбушни тифус). У општини Србобран је остварен мали пораст становништва, знатно слабији од пораста становништва у Војводини, а нарочито од пораста у Бачкој. У последња три пописа после рата, изражена је тенденција смањења становништва у општини укупно, и у сва три насељена места појединачно.
Србобран, Турија и Надаљ су све до половине 18. века означавани као српска насеља. Чак и после колонизације Мађара, Немаца и осталих у бившој Аустроугарској, апсолутну већину становништва су чинили Срби. Колонизацијом становништва, већином мађарске народности, углавном је насељаван Србобран. Етничка структура становништва у општини Србобран, задржала се до данашњих дана с мањим одступањима, пошто насеља у општини Србобран нису насељавана колонистима после Другог светског рата. Милешево, насеље основано и изграђено после Првог светског рата, припадало је општини Србобран, али је после Другог светског рата, као насеље Радичевић, припојено општини Бечеј.

## Етничка структура
Сва три насељена места у општини имају већинско српско становништво.

### Попис 2011.
| Етнички састав према попису из 2011.‍ | Етнички састав према попису из 2011.‍ | Етнички састав према попису из 2011.‍ | Етнички састав према попису из 2011.‍ | Етнички састав према попису из 2011.‍ |
| ------------------------------------ | ------------------------------------ | ------------------------------------ | ------------------------------------ | ------------------------------------ |
|                                      |                                      |                                      |                                      |                                      |
| Срби                                 | Срби                                 |                                      | 10.709                               | 65,63%                               |
| Мађари                               | Мађари                               |                                      | 3.387                                | 20,76%                               |
| Роми                                 | Роми                                 |                                      | 629                                  | 3,86%                                |
| Регионално опредељени                | Регионално опредељени                |                                      | 447                                  | 2,74%                                |
| остали                               | остали                               |                                      | 998                                  | 6,11%                                |
| неизјашњени                          | неизјашњени                          |                                      | 594                                  | 3,64%                                |
| укупно: 16.317                       |                                      |                                      |                                      |                                      |

## Познате личности
- Момчило Тапавица
- Параскева Драпшин
- Вартоломеј Дебељачки
- Петар Драпшин
- Ласло Вегел
- Ђорђе Дунђерски
- Лазар Дунђерски